# Zwieselalm (Bad Reichenhall)
Die Zwieselalm (früher: Kühbergalm) ist eine Alm auf dem Gebiet der Stadt Bad Reichenhall am Zwiesel in den Chiemgauer Alpen.
Der Kaser der Zwieselalm sowie die Bergunterkunft, das „Kaiser-Wilhelms-Haus“, stehen unter Denkmalschutz und sind unter der Nummer D-1-72-114-192 in die Bayerische Denkmalliste eingetragen.

## Baubeschreibung
Der Kaser der Zwieselalm ist ein erdgeschossiger Satteldachbau mit verbrettertem Giebel, der im 18. Jahrhundert errichtet wurde.
Die Bergunterkunft, das sog. „Kaiser-Wilhelms-Haus“ auf der Zwieselalm, ist ein zweigeschossiger, massiver Pultdachbau aus dem Jahr 1897.

## Heutige Nutzung
Die Zwieselalm wird seit 1975 nicht mehr landwirtschaftlich genutzt. Die Eigentümerfamilie betreibt heute in den Sommermonaten unregelmäßig einen Gaststätten- und Beherbergungsbetrieb.

## Lage
Die Zwieselalm liegt in den Chiemgauer Alpen unterhalb des Zwiesels auf einer Höhe von 1386 m ü. NN.

## Touristische Nutzung
Der Kaser der Zwieselalm ist eine privat geführte Almhütte in 1386 m Höhe oberhalb von Bad Reichenhall. Die Zwieselalm ist ein leicht erreichbares, beliebtes Ausflugsziel und bietet einen großartigen Ausblick über die Berchtesgadener Alpen sowie in das Bad Reichenhaller Saalachtal. Die Hütte ist nur in den Sommermonaten bewirtschaftet. Für Tagesgäste ist die Zwieselalm eine willkommene Raststation.

### Zugänge
- Von Jochberg bei Schneizlreuth (840 m, Parkplatz) über den Hüttenweg, leicht, Gehzeit: 1,5 Stunden
- Von Karlstein bei Bad Reichenhall (680 m, Parkplatz) über den Zwieselweg, leicht, Gehzeit: 2,5 Stunden
- Von der Padinger Alm bei Bad Reichenhall (670 m, Parkplatz) über Bartlmahd, leicht, Gehzeit: 3 Stunden
- Von Einsiedl (Inzell) bei Inzell (740 m, Parkplatz) über die Kohleralm und den Höhenweg, leicht, Gehzeit: 2,5 Stunden

### Übergänge
- Reichenhaller Haus (1750 m, DAV) über Bartlmahd, mittel, Gehzeit: 2 Stunden
- Reichenhaller Haus über Zennokopf und Mittelstaufen, schwer, Gehzeit: 3,5 Stunden

### Gipfelbesteigungen
- Zennokopf (1756 m) über Südflanke, leicht, Gehzeit: 1 Stunde
- Zwiesel (1.782 m) über Südflanke, leicht, Gehzeit: 1,25 Stunden
- Gamsknogel (1752 m) über den Zwiesel, mittel, Gehzeit: 2 Stunden
- Hochstaufen (1772 m) über Bartlmahd, mittel, Gehzeit: 2 Stunden